# أحمد جواد (شاعر)
أحمد جواد (5 مايو 1892 - 13 أكتوبر 1937)، هو شاعر أذربيجاني اشتهر بكتابة كلمات النشيد الوطني لأذربيجان المستخدم في ظل جمهورية أذربيجان الديمقراطية 1918-1920. 

## روابط خارجية
- السيرة الذاتية (الأذرية)
- "أحمد جواد: تراث ستالين - القضاء على ألمع المفكرين في أذربيجان" بقلم ابنه يلماز أخوندزاد في "أذربيجان الدولية"، المجلد. 14: 1 (ربيع 2006)، ص. 80-83. كما تم تضمين قصيدتين لجواد (الترجمة الإنجليزية).